# Simon Demetz
Simon Demetz, né le 15 mars 1966, est un biathlète italien.

## Biographie
Participant à la Coupe du monde depuis 1985, il obtient sa première sélection à des Championnats du monde en 1987 (22e du sprint). Aux Championnats du monde 1991, il remporte le titre à la course par équipes avec Hubert Leitgeb, Gottlieb Taschler et Wilfried Pallhuber, deux ans après avoir fini quatrième. En 1991, pour sa dernière saison internationale, il obtient son meilleur résultat individuel avec une dixième place à Anterselva.

## Palmarès
- Championnats du monde 1991 à Lahti :
  -  Médaille d'or à la course par équipes.

### Coupe du monde
- 3 podiums par équipes.